# Піднебесна печера
Піднебесна (рос. Поднебесная) — печера в Челябінській області Росії, на Південному Уралі. Печера вертикального типу простягання. Загальна протяжність — 186 м. Глибина печери становить 45 м. Категорія складності проходження ходів печери — 1.